# ACT! LLC
Act! (früher bekannt als Sage ACT!, 2010–2013) ist eine CRM-Software (Customer Relationship Management) und eine Softwareplattform zur Marketingautomatisierung, die für kleine und mittelständische Unternehmen entwickelt und von diesen genutzt wird. Sie wird von Act! entwickelt und von über 800 Tausend registrierten Nutzern verwendet.

## Geschichte
Das Unternehmen Conductor Software wurde 1986 in Dallas, Texas, von Pat Sullivan und Mike Muhney gegründet. Der ursprüngliche Name für die Software war Activity Control Technology, er wurde dann in Automated Contact Tracking geändert, bevor schließlich nur noch das Akronym verwendet wurde. Der Name des Unternehmens wurde anschließend in Contact Software International geändert und 1993 an die Symantec Corporation verkauft, die es 1999 an SalesLogix (später umbenannt in Interact Commerce) verkaufte. Sage kaufte Interact Commerce im Jahr 2001 über Best Software, damals seine nordamerikanische Softwaresparte. Im Jahr 2013 wurde es dann von Swiftpage übernommen.
Beginnend mit der Version 2006 wurde der Name in ACT! by Sage und 2010 in Sage ACT! geändert.
Nach der Übernahme durch Swiftpage im Jahr 2013 wurde es in Act! umbenannt.
Im Mai 2018 wurde Act! an SFW Advisors verkauft.
Im Dezember 2018 wurde Kuvana, eine Softwarelösung zur Marketingautomatisierung, von SFW übernommen und mit Act! fusioniert. Dieses Add-on ist jetzt ein ergänzender Service zur CRM-Kernlösung.
Im Dezember 2019 stellte Act! Steve Oriola als Präsident und CEO ein.
Im Jahr 2020 änderte Swiftpage seinen Firmennamen in Act! LLC.
Im März 2023 stellte Act! Bruce Reading als Präsident und CEO ein.

## Software
Zu den Funktionen von Act! gehören Kontakt-, Unternehmens- und Opportunity-Management, ein Kalender, Marketing-Automatisierungs- und E-Marketing-Tools, Berichte, interaktive Dashboards mit grafischen Visualisierungen und die Möglichkeit, potenzielle Kunden nachzuverfolgen.
Act! lässt sich über Zapier in Microsoft Word, Excel, Outlook, Google Kontakte, Gmail und andere Anwendungen integrieren. Für benutzerdefinierte Integrationen bietet Act! eine eingebaute API.
Der Zugriff auf Act! erfolgt über Windows-Desktops (Win7 und höher) mit lokaler oder im Netzwerk freigegebener Datenbank; mit Laptops oder Remote-Zugriff synchronisiert; Citrix oder Remotedesktop; Webbrowser (nur Premium) mit Selbst- oder SaaS-Hosting; Smartphones und Tablets über HTML5 Web (nur Premium); Smartphones und Tablets per Synchronisierung mit Handheld Contact.